# San Bernardino (Tessin)
Der San Bernardino ist ein Zufluss des Lago Maggiore in der Provinz Verbano-Cusio-Ossola im Piemont, Italien. Der San Bernardino entsteht im Nationalpark Val Grande beim Zusammenfluss der beiden Quellbäche Rio Valgrande und Rio Pogallo. Zwischen Pallanza und Intra mündet der Fluss auf einer Höhe von 193 m s.l.m. in den Lago Maggiore. Das 132,35 km² große Einzugsgebiet umfasst unter anderem die Täler Val Grande und Val Pogallo.